# Kościół Wniebowzięcia Najświętszej Maryi Panny w Żaganiu

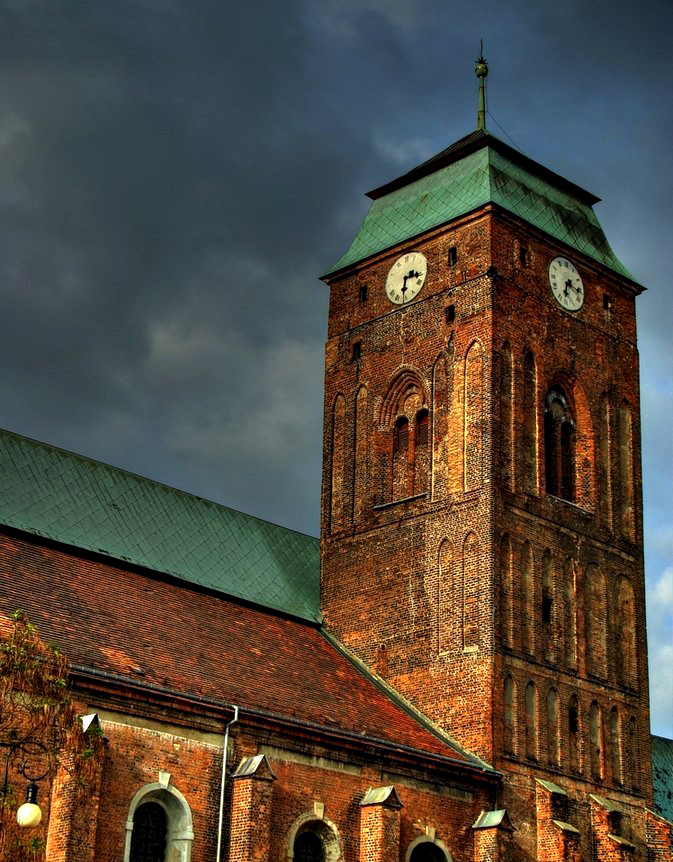
Wieża

Kościół pw. Wniebowzięcia Najświętszej Maryi Panny w Żaganiu – rzymskokatolicki kościół parafialny w Żaganiu, w województwie lubuskim. Należy do dekanatu Żagań diecezji zielonogórsko-gorzowskiej.

## Historia
Według dawnych kronikarzy, kościół został zbudowany już w 1183 roku, podczas rządów piastowskiego księcia Bolesława I Wysokiego. Pierwsza źródłowa wzmianka świątyni jest umieszczona na dokumencie biskupa Tomasza II, określającego wielkość archiprezbiteriatów: krośnieńskiego i żagańskiego, z 1272 roku. 
W drugiej połowie XIV stulecia kanonicy regularni św. Augustyna wybudowali bazylikę o trzech nawach. Po pożarach w latach 1472 i 1486 świątynia została odbudowana jako kościół halowy. 
Poważnie budowla została przebudowana w 1515 roku, kiedy została wybudowana nowa wieża i wielki zachodni szczyt oraz została podwyższona nawa główna. Po pożarze w 1730 roku odbudowane wnętrze zostało wyposażone w bogaty wystrój rzeźbiarsko-sztukatorski. Zewnętrzna architektura mimo wielu przebudów zachowała do czasów współczesnych charakter gotyku, natomiast loggia, reprezentuje styl renesansowy.

## Wyposażenie
Świątynia wyposażona jest w stalle z 1695 roku oraz ołtarz Św. Trójcy z XVI wieku. W kościele znajduje się również gotycki sarkofag księcia głogowsko-żagańskiego Henryka IV Wiernego. W świątyni na emporze nad zakrystią mieści się ekspozycja muzealna.